# Spanische Badmintonmeisterschaft 2005
Die Spanische Meisterschaft 2005 im Badminton war die 24. Auflage der spanischen Titelkämpfe im Badminton. Sie fand vom 1. bis zum 3. April 2005 in Gijón statt.

## Austragungsort
- Gijón, Pabellón de Perchera La Braña

## Finalresultate
| Disziplin    | Gold                                                            | Silber                                                    |
| ------------ | --------------------------------------------------------------- | --------------------------------------------------------- |
| Herreneinzel | Sergio Llopis (CB Rinconada)                                    | Carlos Longo (CB Rinconada)                               |
| Dameneinzel  | Lucía Tavera (CB Alicante)                                      | Dolores Marco (CB Rinconada)                              |
| Herrendoppel | José Antonio Crespo Nicolás Escartín (CB Benalmádena/CB Huesca) | Alejandro Villar Vicente Martínez (CB Paracuellos Saglas) |
| Damendoppel  | Silvia Riera Patricia Pérez (Ibiza BC/CB Paracuellos Saglas)    | Tania Díaz Verónica Gutiérrez (CB Benalmádena)            |
| Mixed        | Sergio Llopis Dolores Marco (CB Rinconada)                      | Carlos Longo Laura Molina (CB Rinconada)                  |